# Кавамура Юрі
Кавамура Юрі (яп. 川村 優理; нар. 17 травня 1989) — японська футболістка. Вона грала за збірну Японії.

## Кар'єра в збірній
Дебютувала у збірній Японії 13 січня 2010 року в поєдинку проти Данії. У складі японської збірної учасниця жіночого чемпіонату світу 2015 року. З 2010 по 2017 рік зіграла 32 матчі та відзначилася 2-а голами в національній збірній.

## Статистика виступів
| Збірна Японії | Збірна Японії | Збірна Японії |
| Рік           | Матчі         | Голи          |
| ------------- | ------------- | ------------- |
| 2010          | 2             | 0             |
| 2011          | 0             | 0             |
| 2012          | 0             | 0             |
| 2013          | 2             | 0             |
| 2014          | 7             | 1             |
| 2015          | 10            | 1             |
| 2016          | 8             | 0             |
| 2017          | 3             | 0             |
| Загалом       | 32            | 2             |